# 谷井茂文
谷井 茂文（たにい しげふみ、1978年8月27日 - ）は、日本の競技麻雀のプロ雀士。北海道出身。RMU所属。同団体のSS級ライセンスを保持している。妻は最高位戦日本プロ麻雀協会所属のプロ雀士の安達瑠理華。

## 来歴

### 最高位戦日本プロ麻雀協会時代
2004年に最高位戦日本プロ麻雀協会に加入。1期目、2期目はマイナス成績で、2期目は陥落し再試験となる。再試験合格後、C2リーグ、C1リーグを連続で昇級する。

### RMU時代
2007年にRMUへと移籍。移籍後は下部リーグであるRリーグで常に上位をキープし、移籍初年度にスプリントファイナルのタイトルを獲得。2010年にR1リーグ（現B1リーグ）を優勝し、当時A級ライセンスを保持していた谷井は規定によりRMUリーグ（現令昭位戦Aリーグ）へ昇級となった。また、同年に2度目のスプリントファイナル優勝も飾っている。RMUリーグでも安定した成績を残し、昇級から2年後の2012年、初のRMUリーグ優勝を果たす。2018年度に2度目の優勝し、2024年3度目の優勝に輝き、第15期 令昭位決定戦で優勝し、第15期 令昭位となった。

## 雀風
RMU公式サイトの選手紹介には「メンゼン重視打点バランス型。リーチツモを前提とした手筋を追う。常に自分との戦いに勝つことを目標にしている。」とある。

## 人物
- 中学生時代にバスケットボールで札幌市選抜に選ばれたことがあり、愛読書はスラムダンク[4]。
- 趣味はラーメンの食べ歩き[5]。

## 獲得タイトル
- 第4期RMUリーグ優勝
- 第10期RMUリーグ優勝
- 2007年度 スプリントファイナル 優勝
- 2010年度 スプリントファイナル 優勝
- 2018年度 あじさい記念 優勝
- 2009年度アワード 最多得点
- 2010年度アワード 最多勝
- 2010年度アワード 最多得点
- 2018年度アワード 最多勝
- 第15期 令昭位戦A1リーグ優勝
- 第15期 令昭位